# 巴氏尖條鰍
巴氏尖條鰍（學名：Oxynoemacheilus banarescui），為輻鰭魚綱鯉形目條鰍科尖條鰍屬的其中一種。分布於亞洲土耳其北部菲利奧斯河流域，體長可達5.3公分，棲息在水流活動、礫石底質的河川底層水域，生活習性不明。

## 扩展阅读
維基物種上的相關：巴氏尖條鰍